# Exel Industries

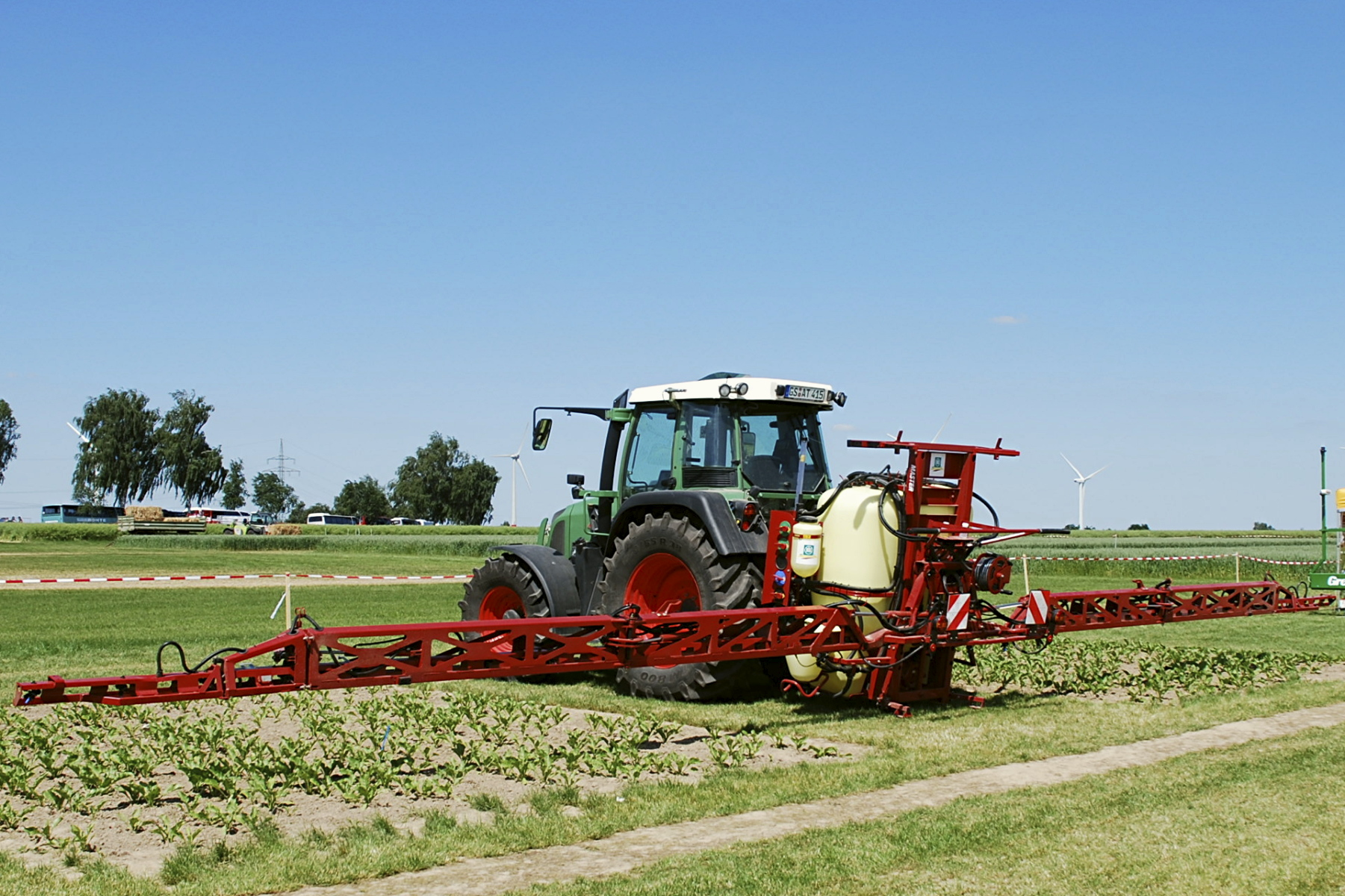
Anbauspritze der Marke Hardi

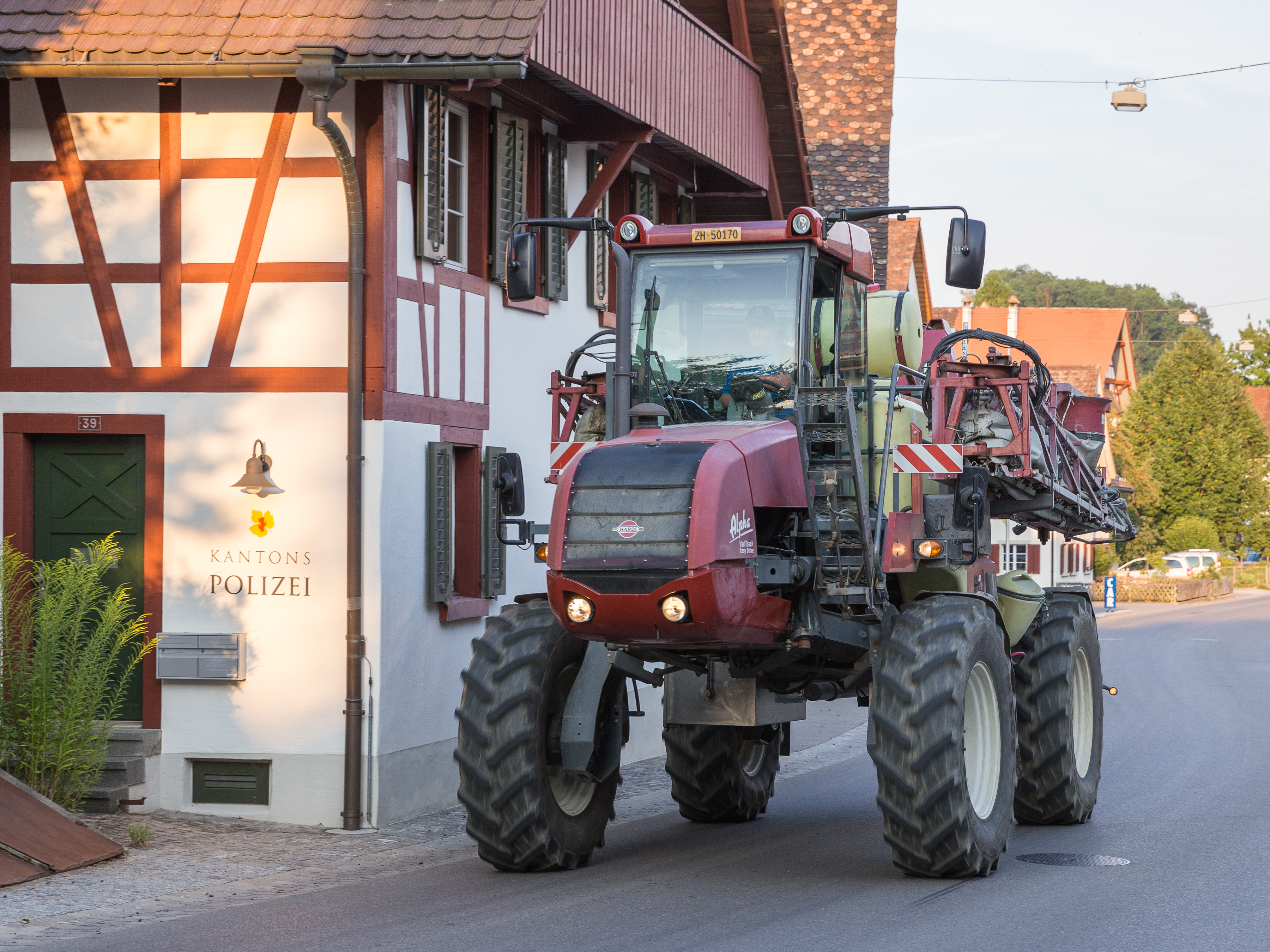
Hardi VariTrack Selbstfahrspritze

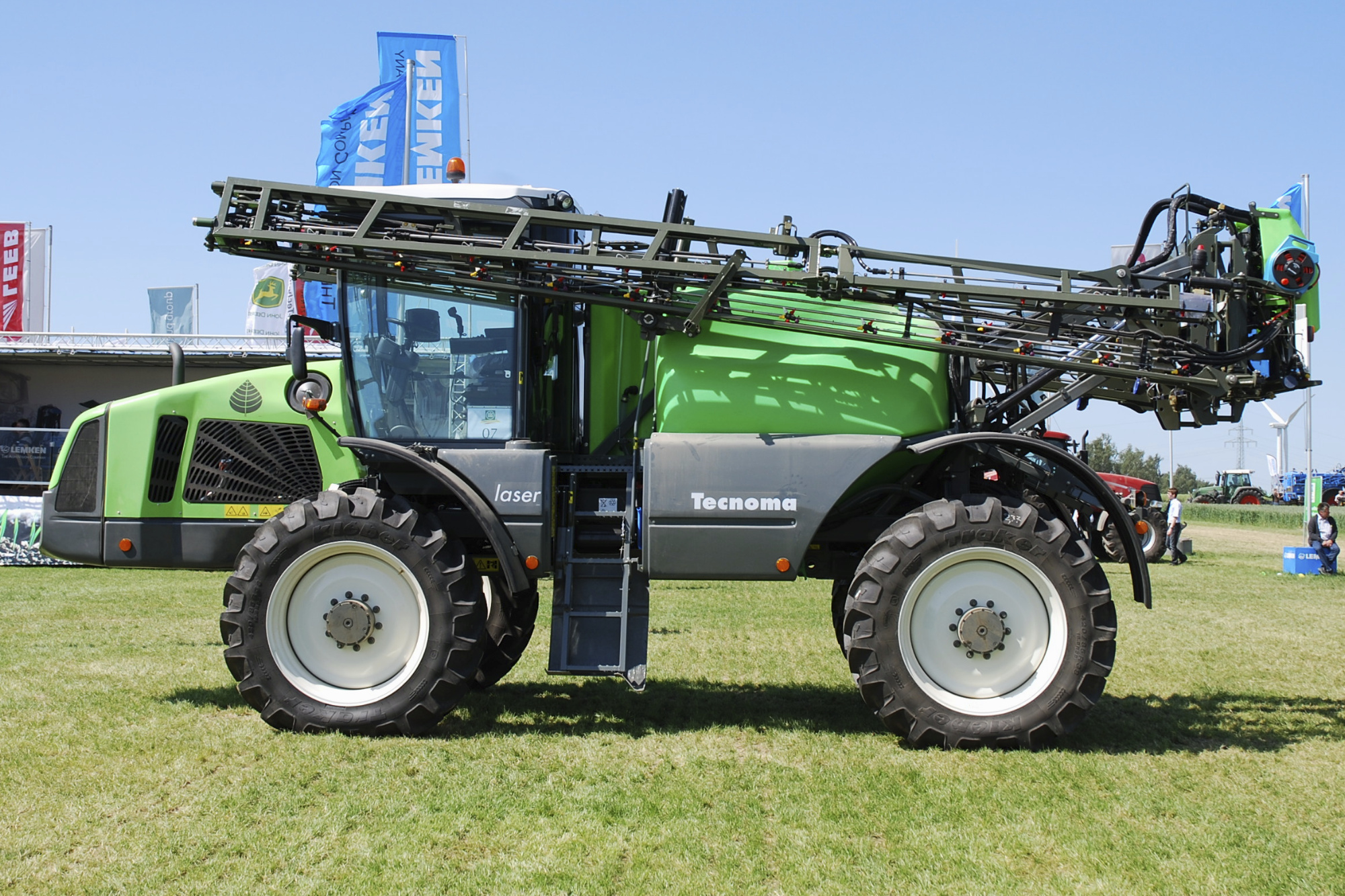
Selbstfahrspritze von Tecnoma

Exel Industries ist ein französischer Landmaschinenhersteller mit Sitz in Épernay, der sich vor allem auf Pflanzenschutztechnik spezialisiert hat. Das Unternehmen ist seit 1997 an der Pariser Börse notiert und war im Börsenindex CAC Small gelistet. 83,89 % der Aktien sowie 88,69 % der Stimmrechte befinden sich direkt und indirekt über das Unternehmen Exel SAS im Besitz der Familie Ballu.

## Unternehmensteile
Weltweit betreibt die Exel Industries 24 Fabriken.

### Landmaschinen
Zu den Landmaschinen-Marken gehören Agrifac, Apache, Berthoud, CMC, Evrard, Exxact Robotics, Hardi, Holmer, Matrot, Nicolas und Tecnoma. Zu den Produkten gehören neben Pflanzenschutzspritzen auch Rübenroder.

### Pulverbeschichtung
Unter den Marke Sames (ursprünglich Société Anonyme des Machines Électrostatiques) werden Geräte zum Pulverbeschichten wie Spritzpistolen vertrieben.

### Schläuche
Unter der Marke Tricoflex werden Schläuche hergestellt.

### Gartentechnik
Unter den Marken Berthoud, Cooper Pegler, Duchesnay, G.F., Hozelock und Laser Industrie werden u. a. Schläuche für den Heimgebrauch hergestellt.

### Maritime Industrie
Unter den Marken Rhéa Marine, Tofinou und Wauquiez werden Motor- und Segelboote hergestellt.

## Geschichte
Die Gründung der ehemals eigenständigen Marke Tecnoma geht auf das Jahr 1952 zurück. Damals baute Vincent Ballu Weinbautraktoren, die in der Lage waren, mit ihrer enormen Bodenfreiheit Weinstöcke beschädigungsfrei zu überfahren. 1996 wurde die Firma Kremlin erworben, die unter anderem Farbspritzpistolen herstellt. 2001 wurde Matrot erworben, 2007 folgte die Firma Hardi International A/S. Somit wurde man zum weltgrößten Anbieter von Pflanzenschutztechnik.
Im Juli 2012 wurde außerdem der niederländische Hersteller Agrifac übernommen.
Seit dem 14. März 2013 ist die deutsche Holmer Maschinenbau ein Bestandteil von Exel Industries. Exel Industries ist ein weltweit operierendes Unternehmen, das sich vor allem auf Sprühtechnik für Industrie, Landwirtschaft und Gartentechnik spezialisiert hat. Daneben hat Exel Industries aber auch eine eigene Sparte für den Bau und Vertrieb von Zuckerrübenvollerntern.